# Zoila Gálvez
Josefina Zoila Gálvez Pérez, artisticamente conhecida como Zoila Gálvez (Guanajay, 19 de março de 1899-Havana, 26 de novembro de 1985) foi uma pedagoga musical e soprano, a primeira cantora lírica negra cubana com sucesso.

## Biografia
Iniciou-se na aprendizagem da música de menina, com maestros italianos em Cuba. Continuou seus estudos formais no Conservatório Hubert de Blanck de Havana. Ao finalizar marchou a Itália onde passou quatro anos realizando estudos de canto e na Academia de Santa Cecilia de Roma e também em Barcelona. Contou, entre outros maestros em canto, com Giacomo Marinho e o tenor espanhol, Francisco Vinhas. Também foi em Itália, Milão onde realizou sua primeira interpretação pública. No início da década de 1920, partiu de Paris e começou a sua carreira artística: estreia em Cuba em 1922 com a Orquestra Sinfónica de Havana, em Roma com Rigoletto de Verdi em 1924 e em Paris na Sala Pleyel em 1925. Nesses anos iniciou voltas pelo México, Europa e, finalmente, da mão de Gonzalo Roig, realizou diferentes atuações nos Estados Unidos integrada na companhia de Aubrey Lyles e Flournoy Miller (1927-1928). No entanto, naquele primeiro momento, os preconceitos sobre a cor da sua pele impediram o seu reconhecimento.[carece de fontes?] Teve de esperar até à década de 1950 para que no The Town Hall de Nova Iorque obtivesse o seu primeiro sucesso, seguido anos mais tarde com outro no Carnegie Hall com o maestro Borislav Bazala ao piano, o que lhe abriu definitivamente as portas nos Estados Unidos. Em seu país foi reconhecida tanto nos teatros, como na rádio e televisão. Em seu repertório destacaram as óperas de Verdi, interpretou a Lucia di Lammermoor de Donizetti, Lakmé de Léo Delibes ou La sonnambula de Vincenzo Bellini.
Como professora, o foi de canto no Conservatório Amadeo Roldán de Havana, no Teatro Nacional de Guiñol e em outras companhias de representação dramática como o Grupo Holguín ou o Grupo de Teatro Musical de Havana.